# Tjuktjiska
Tjuktjiska är ett tjuktji-kamtjatkanskt språk som talades av 7 740 personer år 2002. Tjuktjiska talas i Tjuktjien i Ryssland av tjuktjerna. Antalet etniska tjuktjer var 15 767 år 2002, vilket gör att lite mindre än hälften av tjuktjerna då hade tjuktjiska som modersmål.

## Status
Många tjuktjer använder tjuktjiska som sitt främsta språk för kommunikation, både inom familjen och inom sin traditionella livsnäring: renskötsel. Språket förekommer även i media (radio och TV) och i vissa affärssammanhang. Dock så håller ryskan på att ta över som det främsta språket inom affärssammanhang och i administrativa syften. Dessutom fungerar ryskan som lingua franca i de angränsande regionerna som bebos av andra folkgrupper, såsom korjaker och jakuter. Nästan alla tjuktjer talar ryska, dock behärskar vissa språket sämre än andra. Endast 500 tjuktjer uppgav år 2002 att de inte kunde ryska alls. Tjuktjiska används som instruktionsspråk i grundskolan; på de högre stadierna sker utbildningen på ryska, medan tjuktjiskan lärs ut som ett ämne.

## Grammatik
Tjuktjiska är mycket agglutinerande och är ett ergativt språk.